# Ferdinand Bleyfuesz
Ferdinand Joseph Bleyfuesz (Dison, 15 april 1820 - Verviers, 17 maart 1894) was een Belgisch volksvertegenwoordiger en burgemeester.

## Levensloop
Bleyfuesz was de zoon van de lakenfabrikant Ferdinand Bleyfuesz, schepen en burgemeester van Dison en van Marie-Thérèse Le Marchant. Hij was getrouwd met Marie Hotermans (of Hautermans) (1822-1858) en vervolgens met Jeanne Demonceau (1818-1893). Uit het eerste huwelijk had hij een zoon, met afstammelingen tot heden.
Hij werd lid van de Burgerlijke godshuizen van Dison (1842-1852) en was burgemeester van Dison van 1854 tot 1878. Hij was handelsrechter in Verviers (1858-1860) en plaatsvervangend vrederechter voor het kanton Dison (1871-1884).
Op 14 juni 1870 werd hij tot katholiek volksvertegenwoordiger verkozen voor het arrondissement Verviers in opvolging van de liberale volksvertegenwoordiger Victor David. Op 2 augustus 1870 werd hij echter weer vervangen door David. Een uiterst korte aanwezigheid dus, gevolg waarschijnlijk van een annulering van de verkiezing, gevolgd door een nieuwe, met een omgekeerde uitslag.